# Boston Open 2005
Die Boston Open 2005 im Badminton fanden in Cambridge statt.

## Sieger und Finalisten
| Disziplin    | Gold                          | Silber                            |
| ------------ | ----------------------------- | --------------------------------- |
| Herreneinzel | Piotr Mazur                   | Tom Lucas-Piché                   |
| Dameneinzel  | Lili Zhou                     | Valérie St. Jacques               |
| Herrendoppel | Pascal Gagnon Tom Lucas-Piché | Vincent Lobo Anil Nair            |
| Damendoppel  | Valérie St. Jacques Lili Zhou | Audrey Arsenault Nadia Tremblay   |
| Mixed        | Andy Chong Szilvia Szombati   | Pascal Gagnon Valérie St. Jacques |